# Медицински клон на Тексаския университет
Медицинският клон на Тексаския университет (на английски: The University of Texas Medical Branch) е компонент от системата на Тексаския университет, намиращ се в Галвестън, щата Тексас, САЩ, на около 80 km югоизточно от централен Хюстън. Той е учебно-медицински център, разполага с 11 000 служители и медицинско висше учебно заведение, което е най-старото в Тексас.
Учреден е през 1891 г. под името Медицински департамент на Тексаския университет. Прераства от една сграда, 23 студента и 13 преподаватели до 70 сгради, над 2500 студента и повече от 1000 преподаватели. Притежава четири училища, три института за обучение за напреднали, обстоен медицинско-библиотечен архив, три местни болнични заведения (включително едно, свързано с Детска болница Шрайнърс), цяла мрежа от клиники, осигуряващи спешно и специализирано медицинско обслужване, както и множество изследователски съоръжения.